# Miro Gavran
Miro Gavran (Gornja Trnava, 3. svibnja 1961.) hrvatski je dramatičar, romanopisac, pripovjedač, pisac za mlade i redoviti član Hrvatske akademije znanosti i umjetnosti. Najizvođeniji je hrvatski dramski pisac. Djela su mu prevedena na 43 jezika. Njegove knjige imale su više od 250 izdanja u Hrvatskoj i inozemstvu. Po njegovim dramama i komedijama nastalo je više od 450 kazališnih premijera diljem svijeta, a vidjelo ih je više od četiri milijuna ljudi. Jedini je živući dramatičar u Europi koji ima kazališni festival njemu posvećen izvan zemlje rođenja – GavranFest – na kojem se izvode isključivo predstave nastale po njegovim tekstovima. Festival od 2003. godine djeluje u Slovačkoj, u Trnavi, od 2013. godine u Poljskoj, u Krakovu, od 2016. godine u Češkoj, u Pragu, 2019. godine održao se u Augsburgu, u Njemačkoj, 2020. godine u Srbiji, u Beogradu, a 2024. GavranFest se prvi put održao u Münchenu, u Njemačkoj.
Od 6. studenoga 2021. godine do 21. lipnja 2025. godine bio je predsjednik Matice hrvatske. Umjetnički je voditelj Teatra GAVRAN.  

## Životopis
Miro Gavran rođen je u Gornjoj Trnavi 1961. godine. U Novoj Gradiški završio je srednju školu 1980. godine. Nakon toga upisao je studij dramaturgije na Akademiji dramske umjetnosti u Zagrebu. Diplomirao je dramaturgiju na Akademiji za kazalište, film i televiziju u Zagrebu. Radio je kao dramaturg i kazališni ravnatelj Teatra &TD. Debitirao je 1983. godine s dramom Kreontova Antigona u Dramskom kazalištu Gavella u Zagrebu u kojoj je na umjetnički snažan način progovorio o političkoj manipulaciji. Tri godine potom dramom Noć bogova tematizira odnos umjetnika i vlasti u totalitarnom sustavu. Potom piše ciklus drama u kojima najvažnijom temom postaju muško-ženski odnosi. Kreirao je velik broj kompleksnih ženskih likova. Njegove junakinje istodobno su i snažne i emocionalne. 
Do sada je napisao 57 kazališnih tekstova, 11 romana za odrasle, dvije zbirke kratkih priča i deset knjiga za djecu i mlade.
Od 1993. godine živi i radi kao profesionalni pisac. Njegovi kazališni i prozni tekstovi uvršteni su u brojne antologije i hrestomatije u zemlji i inozemstvu, a njegovo djelo proučava se na brojnim sveučilištima diljem svijeta.
U ranim proznim tekstovima opisuje život u hrvatskoj provinciji, oslikavajući male ljude, svojevrsne antijunake, koji zadržavaju pozitivan odnos prema životu, čak i kada se suoče s nepravdom i s velikim teškoćama, što se najbolje ogleda u romanu Zaboravljeni sin iz 1989. godine, čiji je glavni junak dvadesetogodišnji mladić s lakšim intelektualnim teškoćama.
Kao četrdesetogodišnjak počinje ispisivati psihološko-egzistencijalne romane insipirirane Biblijom u kojima biblijske junake približava senzibilitetu suvremenih čitatelja, tako da ga rado čitaju i vjernici i ateisti, pronalazeći u tim romanima univerzalne humane poruke. Njegove knjige objavljene su u gradovima diljem svijeta. Postao je redoviti član Ruske akademije književnosti, 22. travnja 2014. godine, dok je u svibnju iste godine izabran za člana suradnika Hrvatske akademije znanosti i umjetnosti u Zagrebu. U studenome 2016. godine postao je članom Slavenske akademije književnosti i umjetnosti, čije je sjedište u bugarskom gradu Varna, a 23. lipnja 2022. godine proglašen je počasnim akademikom HAZU BiH. Od svibnja 2024. godine redoviti je član Hrvatske akademije znanosti i umjetnosti.

## Djela

### Romani
- Zaboravljeni sin (1989.)
- Kako smo lomili noge (1995.)
- Klara (1997.)
- Margita ili putovanje u prošli život (1999.)
- Judita (2001.)
- Krstitelj ( 2002.)
- Poncije Pilat (2004.)
- Jedini svjedok ljepote (2009.)
- Kafkin prijatelj (2011.)
- Nekoliko ptica i jedno nebo (2016.)
- Portret duše (2023.)

### Zbirke kratkih priča
- Mali neobični ljudi (1989.)
- Priče o samoći (2019.)

### Knjige za djecu i mlade
- Svašta u mojoj glavi (1991.)
- Kako je tata osvojio mamu (1994.)
- Oproštajno pismo (1994.)
- Zaljubljen do ušiju (1994.)
- Sretni dani (1994.)
- Igrokazi s glavom i repom (1995.)
- Pokušaj zaboraviti (1996.)
- Profesorica iz snova (2006.)
- Igrokazi za djecu (2013.)
- Ljeto za pamćenje (2015.)

Te knjige rado čitaju i odrasli. Za Svašta u mojoj glavi dobio je Nagradu „Ivana Brlić Mažuranić“, za Sretne dane i Ljeto za pamćenje dobio je Nagradu „Mato Lovrak“, dok je za Profesoricu iz snova dobio Specijalnu nagradu na Međunarodnom književnom festivalu za djecu i mlade u Sofiji u Bugarskoj.
Objavio je i pjesničku zbirku Pjesme, poemu Obrana Jeruzalema te zbirku monologa Kazališni monolozi.

### Kazališni tekstovi
Dosad je napisao 57 kazališnih tekstova: Kad umire glumac, Sve o ženama, Sve o muškarcima, Ljubavi Georgea Washingtona, Čehov je Tolstoju rekao zbogom, Kako ubiti predsjednika, Zaboravi Hollywood, Zabranjeno smijanje, Tajna Grete Garbo, Traži se novi suprug, Paralelni svjetovi, Hotel Babilon, Muž moje žene, Pacijent doktora Freuda, Lutka, Sladoled, Pivo, Svaki tvoj rođendan, Savršeni partner, Glasnogovornik, Na kavici u podne, Agencija za sreću…
U veljači 2005. godine sarajevska sveučilišna profesorica Gordana Muzaferija objavila je monografsku knjigu Kazališne igre Mire Gavrana u kojoj je na tri stotine stranica analizirala trideset četiri Gavranova teksta pisana za kazalište. U proljeće 2007. godine njemačka izdavačka kuća Anton Hiersemann Stuttgart iz Stuttgarta koja proteklih pedesetak godina, svake treće godine objavljuje izbor najboljih svjetskih dramatičara, uvrstila je čak tri Gavranova teksta u najnoviji izbor, a riječ je o dramama Kreontova Antigona, Ljubavi Georgea Washingtona i Noć bogova. Među uvrštenim autorima su i: David Edgar, Jon Fosse, Michael Frayn, Peter Handke, Elfriede Jelinek, Neil La Bute, Slawomir Mrožek, Yasmina Reza, Tom Stoppard i George Tabori.

## Broj kazališnih produkcija u razdoblju od 1983. do 2025. godine
Miro Gavran najizvođeniji je suvremeni hrvatski dramatičar u zemlji i inozemstvu, s više od 500 kazališnih premijera diljem svijeta. U razdoblju od 1983. do 2025. godine njegove drame postavljene su u četrdesetak zemalja, a najčešće u Poljskoj, Češkoj i Slovačkoj.
| Zemlja                 | Broj produkcija |
| ---------------------- | --------------- |
| Hrvatska               | 96              |
| Poljska                | 30              |
| Češka                  | 29              |
| Bosna i Hercegovina    | 28              |
| Slovačka               | 28              |
| Srbija                 | 25              |
| Rusija                 | 24              |
| Njemačka               | 22              |
| SAD                    | 20              |
| Slovenija              | 19              |
| Indija                 | 15              |
| Bugarska               | 13              |
| Mađarska               | 11              |
| Rumunjska              | 10              |
| Albanija               | 9               |
| Austrija               | 8               |
| Kosovo                 | 8               |
| Turska                 | 6               |
| Sjeverna Makedonija    | 6               |
| Francuska              | 5               |
| Litva                  | 5               |
| Latvija                | 4               |
| Ukrajina               | 3               |
| Grčka                  | 3               |
| Italija                | 3               |
| Crna Gora              | 3               |
| Izrael                 | 3               |
| Australija             | 3               |
| Nizozemska             | 2               |
| Belgija                | 2               |
| Brazil                 | 2               |
| Estonija               | 2               |
| Nigerija               | 2               |
| Japan                  | 1               |
| Danska                 | 1               |
| Kuba                   | 1               |
| Argentina              | 2               |
| Ujedinjeno Kraljevstvo | 1               |
| Čile                   | 1               |
| Ukupan broj produkcija | 456             |

## Filmografija
Napisao je i scenarije za televizijske filmove Djed i baka se rastaju i Zabranjeno smijanje. U Vilniusu (Litva), prema njegovoj komediji Papučari snimljen je 2013. film Kako ukrasti ženu na litavskom jeziku. Prema njegovoj kratkoj priči U zagrljaju rijeke snimljen je kratki igrani film „Samoća“. Film je režirao trostruki dobitnik Nagrade Emmy Bobby Boško Grubić.

### Scenarist
- "Djed i baka se rastaju" (1996.)
- "Teško je reći zbogom" (1998.)
- "Ljubavi Georgea Washingtona" (2001.)
- "Zabranjeno smijanje" (2012.)
- "Kaip pavogti zmona" (2013.)
- "Samoća" (2025.)

### Glumac
- "Djed i baka se rastaju" kao mladi patron u restoranu (1996.)
- "Teško je reći zbogom" (1998.)

## Priznanja i nagrade
Gavran je dobio više od trideset književnih i kazališnih nagrada u Hrvatskoj i inozemstvu, a među njima i Nagradu Central European Timea 1999. godine u Budimpešti, koja se dodjeljuje najboljim srednjoeuropskim piscima za cjelokupan opus, Nagradu Europski krug 2003. godine u Zagrebu za afirmaciju europskih vrijednosti u svojim tekstovima te Nagradu Dr. Alois Mock-Europapreis koja se dodjeljuje istaknutim Europljanima za promicanje europskih vrijednosti. 
- 1997.: Nagrada Mato Lovrak za djelo Sretni dani
- Dvostruki je dobitnik Nagrade Večernjeg lista za kratku priču
- Četverostruki je dobitnik Nagrade za dramsko djelo "Marin Držić" Hrvatskog ministarstva kulture za tekstove:
  - 1994.: Kad umire glumac
  - 2003.: Zabranjeno smijanje
  - 2004.: Nora danas
  - 2008.: Najluđa predstava na svijetu
- 2012.: Nagrada Hrvatske akademije znanosti i umjetnosti za roman Kafkin prijatelj[16]
- 2013.: Počasni građanin Malog Lošinja[17]
- 2014.: Član Ruske akademije književnosti[18]
- 2015.: Početak manifestacije „Let s Gavranom“ u Novoj Gradiški[19]
- 2016.: Nagrada Mato Lovrak za djelo Ljeto za pamćenje[20]
- 2016.: Godišnja nagrada za promicanje hrvatske kulture u svijetu[21]
- 2016.: odlikovan Redom kneza Branimira s ogrlicom (koji mu je dodijelila predsjednica Republike Hrvatske)[22]
- 2017.: Nagrada Didak za promicanje hrvatske kulture (koji mu je dodijelio provincijalat Hercegovačke franjevačke provincije)[23]
- 2017.: Godišnja nagrada Hrvatskog kulturnog kluba za promicanje hrvatske kulture u svijetu[24]
- 2017.: Nagrada Dr. Alois Mock-Europapreis (Beč)[25]
- 2018.: Zlatni orden za zasluge u Republici Austriji[26]
- 2018.: Prvi hrvatski veleposlanik kravate (Academia Cravatica)[27]
- 2019.: Proglašen počasnim građaninom Nove Gradiške
- 2019.: Dani Mire Gavrana u Mostaru[28]
- 2021.: Nagrada za životno djelo Josip i Ivan Kozarac[29]
- 2022.: Večernjakov pečat – osoba godine u kategoriji Kultura[30]
- 2022.: Počasni je akademik HAZU BiH[31]
- 2023.: Nagrada „Antun Branko Šimić“ za poemu Obrana Jeruzalema[32]
- 2023.: Priznanje "Osoba godine 2023." za književna postignuća[33]
- 2024.: Počasni član Hrvatskog diplomatskog kluba[34]
- 2024.: Zlatna povelja Brodsko-posavske županije za književni rad[35]
- 2024.: Nagrada „Dubravko Horvatić“ za poemu Obrana Jeruzalema[36]
- 2025.: Nagrada „Hrvatski stećak” za osobit doprinos hrvatskoj književnosti[37]

## Osobni život
Od svoje dvadesete godine živi u Zagrebu. Oženjen je glumicom Mladenom Gavran, s kojom je 2002. godine osnovao Teatar Gavran.  Njihov sin Jakov je glumac.

## Vanjske poveznice
Mrežna mjesta
- Službena stranica
- teatar-gavran.hr  Arhivirana inačica izvorne stranice od 18. travnja 2015. (Wayback Machine)
- Miro Gavran - novi predsjednik Matice hrvatske